# 龙讷比市镇
龙讷比市镇（瑞典語：Ronneby kommun）是瑞典南部布莱金厄省的一个市镇。它与廷斯吕德市镇、埃马布达市镇、卡尔斯克鲁纳市镇和卡尔斯港市镇接壤。龙讷比城为该市镇的治所。
现今的龙讷比市镇是在1967年由龙讷比城（City of Ronneby）及其周围的三个行政单位合并而成的。

## 城区
龙讷比市镇共有9个城区（瑞典文：Tätort）。
以下表格中各城区的人口数据截至2005年12月31日。市镇治所以粗体列出。
| # | 城区        | 人口   |
| - | ----------- | ------ |
| 1 | 龙讷比      | 11,767 |
| 2 | Kallinge    | 4,767  |
| 3 | Bräkne-Hoby | 1,769  |
| 4 | Johannishus | 773    |
| 5 | Listerby    | 672    |
| 6 | Ronnebyhamn | 464    |
| 7 | Backaryd    | 399    |
| 8 | Eringsboda  | 340    |
| 9 | Hallabro    | 252    |

## 政治
龙讷比市镇有一个名为龙讷比党的地方党派，成立于在1994年瑞典全国大选前夕。1998年，该党在选举中获得了6.3%的投票，从而得到了市议会中的三个议席。2002年，该党的得票率下降到了3.0%。